# Packard 200 e 250
La 200 e la 250 sono stati due modelli di autovettura costruiti dalla Packard dal 1951 al 1952.

## Il contesto
Le Packard 200 e 250 furono presentate al pubblico il 24 agosto 1950 e sostituirono i modelli più economici della Casa automobilistica di Detroit, che era famosa per le sue automobili di prestigio.
La linea studiata per la 200 era parte di una più vasta revisione del design delle Packard, attribuita a John Reinhart. Rivedendo le tondeggianti Packard delle serie 22 e 23 prodotte tra il 1948 ed il 1950, la nuova linea disegnata Reinhart era più formale e fu mantenuta sino alla fine del 1956, quando furono prodotte le ultime Packard vere e proprie. Infatti, il marchio della Casa automobilistica di Detroit fu in seguito applicato a delle Studebaker ristilizzate che erano scherzosamente conosciute dal pubblico come Packardbaker.
La 200 rappresentava il modello meno costoso della gamma commercializzata dalla Packard. Quindi fu realizzato sul telaio con il passo più corto e gli fu installato il motore a otto cilindri in linea con cilindrata più piccola (4719 cm³) tra quelli utilizzati sui modelli della gamma, producente 130 CV di potenza.
Contemporaneamente alla 200, l'azienda produsse anche la 250, che condivideva la stessa carrozzeria e il medesimo passo della prima, ma era equipaggiata con un motore ad otto cilindri in linea di cilindrata superiore (5359 cm³), che erogava 150 CV di potenza.
Sia la 200 che la 250 erano vetture Junior e si distinguevano dalle Senior (la 300 e la Patrician 400) oltre che per il passo più corto (3100 mm contro 3200 mm) anche per gli allestimenti interni, che erano meno lussuosi. Dal 1936 infatti la gamma Packard era contraddistinta da due serie: da un lato le lussuose Senior e dall'altro le più economiche Junior.
Le Junior e le Senior erano abbastanza simili esteriormente, anche se le prime non avevano il famoso cormorano che ornava la capote e possedevano le luci posteriori verticali invece di quelle orizzontali dei modelli Senior. I modelli Junior non avevano neppure il lunotto avvolgente che era presente sui modelli Senior versione berlina.

## Caratteristiche

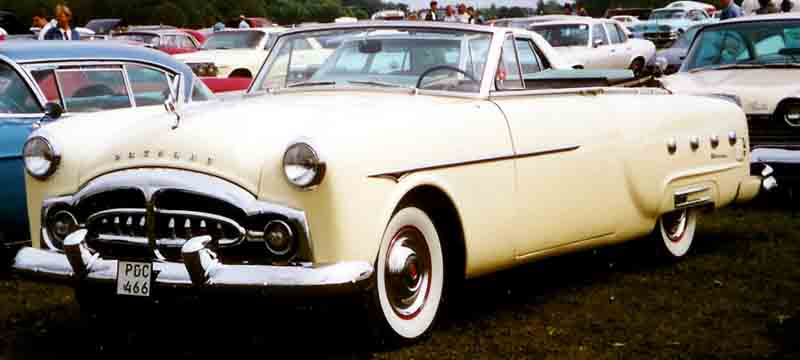
Una Packard 250 del 1951

La 200 era disponibile in versione quattro porte berlina, due porte coupé, oltre che in versione speciale coupé a tre posti pensata per le aziende (senza i posti retrostanti).
La 250 fu introdotta nel marzo del 1951 con l'intento di commercializzare sul mercato anche versioni hard-top e cabriolet. Oltre che dal suo unico design, la 250 era caratterizzata dai tipici parafanghi posteriori. Inoltre, aveva anche un migliore allestimento interno ed era contraddistinta da una tecnica costruttiva superiore.
Tutte le 200 possedevano due clacson, due alette parasole, le protezioni per i paraurti anteriori e posteriori, una ruota di scorta ed il cric per il sollevamento dell'auto in caso di foratura. Il livello di allestimento De Luxe includeva dettagli spartani, ma anche particolarità di prestigio come gli anelli cromati sulle borchie. Erano optional gli pneumatici a fascia laterale bianca ed i copricerchioni che ricoprivano l'interezza dei cerchioni.
Molti oggetti o caratteristiche che diventarono di serie per le auto apparse nella seconda metà degli anni sessanta, come l'impianto di riscaldamento, la radio, i vetri oscurati, i tappetini, ecc., erano optional per le Packard, come del resto lo erano per le altre auto di prestigio dell'epoca. Nel 1951 la Packard fu anche la prima Casa automobilistica ad offrire freni servoassistiti. L’Easamatic, marchio con cui era conosciuta e registrata questa soluzione tecnica, era prodotto dalla Bendix Corporation ed era un'esclusiva della Packard.
I cambiamenti apportati nel 1952 furono minimi, e furono incentrati sugli aggiornamenti annuali degli allestimenti interni. Nello stesso anno la Packard sospese la produzione della coupé pensata per le aziende, una mossa che fu condivisa contemporaneamente anche dalle altre Case automobilistiche statunitensi.

## L'eredità del marketing
Le vendite complessive della Packard nel 1951 ammontavano ad oltre 100.000 esemplari, e troppi di essi erano “200” e “250”, cioè modelli relativamente economici per il consueto target della Casa automobilistica di Detroit. Negli anni venti e negli anni trenta la nicchia di mercato che la Packard dominò con le serie Senior era, infatti, quella di auto di prestigio, ed i modelli offerti in questo segmento tra il 1951 ed il 1952 erano solamente due, la 300 e la Patrician 400, che erano disponibili in una sola versione, berlina quattro porte.
I concessionari, che volevano accontentare i loro clienti, vendevano Packard 200 e 250 con l'allestimento interno più lussuoso e ricercato delle 300 e Patrician 400. Comportandosi così, riducevano però la differenza tra le serie Senior e Junior al semplice aspetto estetico.
Per rimediare a questo e per riportare la Packard in una posizione di predominanza sul mercato, l'azienda assunse James Nance, che era direttore generale della Hotpoint, nello stesso ruolo che ricopriva nella compagnia da cui proveniva. Tra le prime mosse di Nance ci fu quella di rinominare l'intera gamma, togliendo il riferimento numerico. Nance decise anche di distinguere la serie Senior ridisegnando le vetture, che presentavano così differenze estetiche più evidenti, e ristabilendo i due livelli di allestimento interno. Il nuovo manager, per far apparire la Packard meno in difficoltà di quanto realmente fosse, fece un grande uso di show car nel tentativo di impressionare positivamente la stampa automobilistica.
La 200 e la 250 furono rinominate rispettivamente Packard Clipper Special e Clipper Deluxe, e questa fu la prima fase del piano di Nance che comprendeva la creazione di un marchio automobilistico a parte, la Clipper, e la commercializzazione dei due modelli con la nuova marca, lasciando il marchio Packard solo per le vetture di lusso.

## La produzione
La produzione totale dei due modelli Packard fu:
- 1951, 200 (versione Standard), 24.310 esemplari
- 1951, 200 (Deluxe), 47.052 esemplari
- 1951, 250, 4.640 esemplari
- 1952, 200 (Standard), 39.720 esemplari
- 1952, 200 (Deluxe), 7.000 esemplari
- 1952, 250, 5.201 esemplari